# I Get Wet
I Get Wet — дебютный студийный альбом американского музыканта Andrew W.K., вышедший 13 ноября 2001 года на лейбле Island Records. С альбома вышло четыре сингла: «Party Hard», «She Is Beautiful», «We Want Fun» и «Party Nigth». Самым успешным среди них оказался «Party Hard», занявший 19 позицию в UK Singles Chart.
Альбом получил спорные оценки критиков, однако в большей части положительные. Также большое внимание привлекла обложка альбома.

## Создание

### Запись
I Get Wet был записан во время пребывания музыканта в Нью-Йорке. Альбом был записан многослойно, то есть часто запись проводилась поверх уже записанного материала, что позволило ему «звучать так хорошо, насколько мы могли сделать», а «песни звучали так, как будто были сыграны на одном инструменте».

### Вдохновение
Одной из причин записи альбома является любовь Andrew W.K. к интенсивной музыке, которую он получил в детстве при игре на фортепиано.
Другой причиной стал сингл благотворительной группы USA for Africa «We Are the World». Эндрю был поражён тем, что музыканты пели фактически одновременно и звучали как «мощный оркестр». Позже Эндрю решил сам создать что-нибудь похожее.

### Обложка
Альбом известен своей узнаваемой обложкой, сделанной фотографом Роу Этриджем. На ней запечатлён Andrew W.K., у которого из носа льётся большой поток крови, перетекающий на подбородок и горло. Обложка вызвала споры в Европе, так как она могла пропагандировать злоупотребление кокаином и насилие. Для достижения большего эффекта музыкант хотел ударить себя кирпичом во время фотосессии, но позже понял, что это не приведёт к достаточно сильному кровотоку. В итоге музыкант дополнил свою кровь кровью животных, купленных у мясника.

## Рецензии
| Совокупная оценка    | Совокупная оценка           |
| Источник             | Оценка                      |
| -------------------- | --------------------------- |
| Metacritic           | 64/100                      |
| Оценки критиков      |                             |
| Источник             | Оценка                      |
| AllMusic             | [ 6 ]                       |
| Alternative Press    | [ 2 ]                       |
| Blender              | [ 2 ]                       |
| Robert Christgau     | A–                          |
| Entertainment Weekly | B+                          |
| NME                  | 8/10                        |
| Pitchfork Media      | 0.6/10 (2002) 8.6/10 (2012) |
| Q                    | [ 2 ]                       |
| Rolling Stone        | [ 12 ]                      |

После выпуска альбом вызвал острую реакцию критиков. Ян Коэн из Pitchfork в рецензии к альбому писал, что «… критика Andrew W.K. закрепилась под лозунгом „полиция веселья“, а его фанаты считаются дураками и неизлечимыми иронистами». Сайт Metacritic ставит альбому 64 баллов из 100 с вердиктом «преимущественно положительные отзывы».
Хизер Фарес из Allmusic хвалит альбом, говоря о том, что «несмотря на схожесть песен альбома, он прекрасно сочетается с тусовочным взглядом на мир музыканта. Радуя простотой и глупостью, I Get Wet дарит слушающему большое медвежье объятье, говоря нам, что сопротивляться вечеринкам бесполезно». Стивен Томпсон из The A.V. Club описывает альбом как «наиболее сказочный, развлекательный и громкий» и добавляет, что «если он сможет „смыть“ поколение хард-роковых плакс, то фанаты будут должны автору настолько большой долг, что они никогда не смогут его отдать». Роб Шеффилд из Rolling Stone также даёт альбому положительную оценку, утверждая, что «нет сомнений, что [альбом] […] самый смешной и самый громкий, который вы когда-либо слышали». Джейсон Олдхэм из New Musical Express называет альбом замечательным и говорит, что «если бы нам надо было бы сделать обзор в том же стиле, пришлось бы ПЕЧАТАТЬВСЁБОЛЬШИМИБУКВАМИВООБЩЕБЕЗПРОБЕЛОВ».
Адриэн Бегранд из PopMatters даёт альбому смешанную оценку, говоря, что «в лучшем случае музыка Andrew W.K. является освежающим взрывом на текущей чёрствой сцене, но в худшем случае она монотонна, однообразна, неоригинальна и очень, очень глупа». Журнал Pitchfork изначально дал альбому очень негативный отзыв, а основатель сайта Райан Шрайбер писал, что «именно так получается пустая музыка, с жестяной цифровой обработкой и огромным количеством шума, выходящего из „гитар“». Несмотря на это, в обзоре к расширенному изданию 2012 года тот же самый журнал даёт альбому награду за «Лучшее переиздание года» (англ. Best New Reissue designation). Ян Коэн назвал этот обзор самым большим провалом Pitchfork.
Журнал Q назвал альбом одним из лучших альбомов 2001 года. Pitchfork ставит альбом на 144 место среди 200 лучших альбомов 2000-х. New Musical Express включил альбом в список лучших альбомов 2001 года.

## Список композиций
Слова и музыка всех песен — Andrew W.K..
| №                   | Название                       | Длительность |
| ------------------- | ------------------------------ | ------------ |
| 1.                  | «It's Time to Party»           | 1:30         |
| 2.                  | «Party Hard»                   | 3:04         |
| 3.                  | «Girls Own Love»               | 3:13         |
| 4.                  | «Ready to Die»                 | 2:54         |
| 5.                  | «Take It Off»                  | 3:10         |
| 6.                  | «I Love NYC»                   | 3:11         |
| 7.                  | «She Is Beautiful»             | 3:33         |
| 8.                  | «Party til You Puke»           | 2:34         |
| 9.                  | «Fun Night»                    | 3:23         |
| 10.                 | «Got to Do It»                 | 3:55         |
| 11.                 | «I Get Wet»                    | 3:23         |
| 12.                 | «Don't Stop Living in the Red» | 1:42         |
| Общая длительность: | Общая длительность:            | 35:33        |

| №                   | Название            | Длительность |
| ------------------- | ------------------- | ------------ |
| 14.                 | «We Want Fun»       | 4:21         |
| 15.                 | «Make Sex»          | 0:46         |
| Общая длительность: | Общая длительность: | 40:40        |

## Чарты
| Чарт                         | Высшая позиция |
| ---------------------------- | -------------- |
| Billboard Heatseekers Albums | 1              |
| Billboard 200                | 84             |
| UK Albums Chart              | 71             |
| Sverigetopplistan            | 59             |
| Suomen virallinen lista      | 32             |

## Участники записи
| - Andrew W.K. — вокал - Джимми Коу — гитара - Эрик Пэйн — гитара - Дональд Тарди — ударные - Грег Робертс — бас-гитара - Франк Вернер — гитара | - Тони Аллен — гитара - Крис Чейни — бас-гитара - Майк Дэвид — бас-гитара - Гэри Новак — ударные - Ф. Т. Томас — гитара - Фрэнк Виерти — пианино, клавишные - Фил X — гитара |

## Комментарии
1. ↑  англ. sound as party as we could make it sound
2. ↑  англ. sound of the songs to be like one instrument
3. ↑  англ. powerful sound, like an orchestra
4. ↑  англ. ...critics of Andrew W.K. were often branded as the fun police and his fans considered fools or incurable ironists
5. ↑  англ. While the album has a certain sameness due to the frenetic beat that drives nearly every track, it's the perfect complement to W.K.'s party-centric vision. Refreshingly simple and cleverly stupid, I Get Wet is a great big bear hug of an album, and resistance to its hard-partying charms is futile
6. ↑  англ. more fabulously entertaining the louder it's played
7. ↑  англ. if it wipes out a generation of hard-rock crybabies along the way, fans will owe him a debt of gratitude that can never be repaid
8. ↑  англ. there's no denying [...] the loudest and funniest metal you've heard in ages
9. ↑  англ. It's a record made entirely of raw eggs and steak, it's for people who like the smell of hot crack in the morning and if we were to write a review in a similar style it would have to be ENTIRELYINCAPTIALLETTERSWITHOUTANYPAUSESATALL
10. ↑  англ. At its best, WK’s music is a refreshing blast of skanky air on the current stale music scene, but at its worst, it’s disappointingly monotonous, unoriginal, and very, very dumb
11. ↑  англ. This here is about as empty as rock music gets, right down to the tinny, digitally processed tonebank noise that passes for 'guitars.'